# Lost Podcast
The Official LOST Audio Podcast (til tider The Official LOST Video Podcast, og alternativt Lost Podcast) er et online podcast der i sæsoner sendes jævnligt, med Damon Lindelof og Carlton Cuse som værter. Programmet kommenterer det aktuelle og det kommende afsnit, samt besvarer spørgsmål fra seere.
Podcasten har også dækket begivenheden hos Comic-Con i San Diego.